# Foncteur Ext
Pour les articles homonymes, voir Ext.
Les foncteurs Ext sont les foncteurs dérivés du foncteur Hom. Ils sont d'abord apparus en algèbre homologique, où ils jouent un rôle central par exemple dans le théorème des coefficients universels, mais interviennent aujourd'hui dans de nombreuses branches différentes des mathématiques.
Ce foncteur apparaît originellement dans l'étude des extensions de modules, d'où il tire son nom.

## Motivation: extensions de modules
Soit A une catégorie abélienne. D'après le théorème de plongement de Mitchell, on peut toujours imaginer travailler avec une catégorie de modules. On se donne trois objets {\displaystyle X}, {\displaystyle Y} et {\displaystyle Z} et on considère la classe {\displaystyle E} des suites exactes courtes de la forme
{\displaystyle 0\to X\to Y\to Z\to 0}.
On parle d'extension de {\displaystyle Z} par {\displaystyle X}. Deux extensions
{\displaystyle 0\to X\to Y\to Z\to 0}
{\displaystyle 0\to X\to Y'\to Z\to 0}
sont dites équivalente s'il existe un morphisme {\displaystyle g:Y\to Y'} tel que le diagramme
{\displaystyle {\begin{matrix}0&\to &X&\to &Y&\to &Z&\to &0\\&&\downarrow \operatorname {id} &&\downarrow g&&\downarrow \operatorname {id} \\0&\to &X&\to &Y'&\to &Z&\to &0\end{matrix}}}
commute, avec {\displaystyle \operatorname {id} } le morphisme identité. D'après le lemme des cinq, {\displaystyle g} est alors un isomorphisme.
La classe E modulo cette relation d'équivalence forme un ensemble, que l'on note {\displaystyle \operatorname {Ext} ^{1}(X,Z)}, des (classes d') extensions de {\displaystyle Z} par {\displaystyle X}. On peut doter cet ensemble d'une structure de groupe abélien, avec la somme de Baer (en) pour opération interne.

## Définition
Soit R un anneau, on travaille dans la catégorie ModR des {\displaystyle R}-modules. Soit {\displaystyle A} un objet de ModR, soit {\displaystyle T} le foncteur Hom
{\displaystyle T(B)=\operatorname {Hom} _{R}(A,B)}.
C'est un foncteur exact à gauche. Il possède donc des foncteurs dérivés à droite. On définit le foncteur Ext ainsi :
{\displaystyle \operatorname {Ext} _{R}^{n}(A,B)=(R^{n}T)(B)}.
En particulier, {\displaystyle \operatorname {Ext} ^{0}=\operatorname {Hom} }.
De manière duale, on peut utiliser le foncteur Hom contravariant {\displaystyle G(A)=\operatorname {Hom} _{R}(A,B)} et définir {\displaystyle \operatorname {Ext} _{R}^{n}(A,B)=(R^{n}G)(A)}. Les foncteurs Ext ainsi construits, et calculés par exemple à partir de résolutions injectives ou projectives, sont isomorphes.

## Référence
- (en) Saunders Mac Lane, Categories for the Working Mathematician [détail de l’édition]